# Kongenitalna adrenalna hiperplazija
Kongenitalna adrenalna hiperplazija (skraćeno KAH), je autozomno recesivna bolest izazvana mutacijom gena koja dovodi do poremećaja biosinteze kortizola. Može se javiti u plodu oba pola, zbog direktne stimulacije izazvane prekomernim stvaranjem androgena u kori nadbubrežne žlezde, kod hromozomalno ženskih fetusa sa virilizacijom različitog nivoa.

## Epidemiologija
Na globalnom nivou kongenitalna adrenalna hiperplazija javlja se na svakih 10.000—16.000 osoba i sa nešto većom zastupljenošću u pojedinim narodima.
Rasne razlike
Bolest se javlja u svim rasama, a nešto većom učestalošću kod pojedine grupe ljudi sa Aljaske (Jupik Eskima) sa incidencom, 1 na 400, dok je nedostatak 11-beta-hidroksilaze češća kod osoba marokanskog ili iransko-jevrejskog porekla.
Polne razlike
Oba pola su podjednako zahvaćena, a bolest se najčešće prepoznaje na rođenju, ili u ranom detinjstvu zbog promena na genitalijama. Međutim, pošto akumulacija hormona prekursora ili srodnih poremećaja sinteze testosterona utiče na seksualnu diferencijaciju, fenotipske posledice mutacije ili brisanja određenog gena su različite između polova.
Starosne razlike
Klasična kongenitalna adrenalna hiperplazija se generalno prepoznaje na rođenju ili u ranom detinjstvu zbog dvoznačnih genitalija, gubitka soli ili rane virilizacije.
Neklastična nadbubrežna hiperplazija u načelu se dijagnostikuje nakon puberteta zbog oligomenoreje ili zbog virilizacijskih znakova kod žena.

## Etiologija
Kongenitalna adrenalna hiperplazija (KAH) je u 85–90% slučajeva uzrokovana defektom enzima koji je definisan genetskom predispozicijom, u smislu autozomno recesivnog nasleđivanja, kod koga su potrebne dve kopije pogođenih gena da bi se bolest ispoljila. CYP21A je gen koji kodira enzim 21hidroksilazu (najčešću formu koja nastaje zbog deficita ovog enzima), CYP11B1 gen kodira 11-beta-hidroksilazu, a CYP17 gen kodira 17-alfa-hidroksilazu.
Oblici
Poznata su tri oblika bolesti (u zavisnosti o stetepena enzimatskog defekta: 
- sindrom gubitka soli,
- virilizirajući oblik bolesti i
- kasniji—stečeni oblik bolesti).[3]

Davno je uočeno da se rodna uloga u žena sa znacima KAH-a može promeniti što zavisi od stepena virilizacije.28 Žene sa jednostavnom virilizirajućom formom KAH-a koje pokazuju razne stepene muškog obrasca ponašanja nezadovoljne su svojom ženskom rodnom ulogom, a neki nalaze da su u vrlo malome procentu polno aktivne i u nešto više homoseksualne ili biseksualne.
Prema tvrđenju Swaab-a devojčice sa KAH-om imaju ipak veću mogućnost da postanu transseksualne (i homoseksualne), pa se može zaključiti da izloženost mozga visokim nivoima testosterona u prenatalnom periodu ima klju~čnu ulogu u formiranju kasnijih obrazaca ponašanja.

## Klinička slika
Tokom boravka kod kuće roditelji ne uočavaju zabrinjavajuće promene na detetu. Navode probleme oko podoja zbog stalne pospanosti deteta i teškog razbuđivanja
za obroke, praćene učestalim i obilnim bljuckanjem.
Takva deca su obično izrazito narušenog opšteg stanja s povišenom telesnom temperaturom od 38,5 °C, somnolentna, dehidrirana, septičnog aspekta. 
U statusu kod ženske dece se ističe viriliziran ženski polni organ, s hipertrofičnim klitorisom i tamnije pigmentiranim, delimično sraslim velikim usnama. Ušće uretre je uredno pozicionirano.

## Dijagnoza
Prenatalna dijagnostika se primjenjuju unazad više od 20 godina. U slučajevima pozitivne porodične anamneze, ranom prenatalnom dijagnozom bolesti je moguće otkriti vež u prvom tromesečju trudnoće molekularnom genetskom analizom fetalne DNA.  Na osnovu analize uzorka fetalnih ćelija iz horionskih resica ili kulture amnijonskih ćelija moguće je već in utero postaviti genetski specifičnu dijagnozu KAH prema kojoj se dalje usmerava lečenje fetusa.

## Terapija
Prenatalna terapija se primjenjuju unazad više od 20 godina, u slučajevima sa pozitivnom porodičnom anamnezom i ustanovljenih promena na fetusu ranom prenatalnom dijagnozom bolesti već u prvom tromesečju trudnoće. Na osnovu analize uzorka fetalnih ćelija iz horionskih resica ili kulture amnijonskih ćelija moguće je već in utero ne samo postaviti genetski specifičnu dijagnozu KAH prema kojoj se dalje usmerava lečenje fetusa.

## Literatura
- Pang, S. (децембар 1997). „Congenital adrenal hyperplasia”. Endocrinol Metab Clin North Am. 26 (4): 853—91. PMID 9429863. doi:10.1016/S0889-8529(05)70285-1.(4):853-91.}-
- Perry, R.; Kecha, O.; Paquette, J.; Huot, C.; Van Vliet, G.; Deal, C. (јун 2005). „Primary adrenal insufficiency in children: Twenty years experience at the Sainte-Justine Hospital, Montreal”. J Clin Endocrinol Metab. 90 (6): 3243—50. PMID 15811934. doi:10.1210/jc.2004-0016..}-

## Spoljašnje veze
|  | Molimo Vas, obratite pažnju na važno upozorenje u vezi sa temama iz oblasti medicine (zdravlja). |